# نیروهای عملیات ویژه اوکراین
نیروهای عملیات ویژه اوکراین (انگلیسی: Special Operations Forces) نیروی عملیات ویژه زیرمجموعه نیروهای مسلح اوکراین است، که در سال ۲۰۱۶ تأسیس شد.
نیروهای عملیات ویژه اوکراین یکی از هشت شاخه نیروهای مسلح اوکراین هستند که ستاد مرکزی آنها در کی‌یف قرار دارد. نیروهای ویژه ویژه وظایف مختلفی از جمله عملیات مستقیم، شناسایی ویژه، جمع‌آوری اطلاعات، خرابکاری و جنگ روانی را برعهده دارند. آنها تنها واحدهای نیروهای ویژه در اوکراین نیستند. این نیرو در سال ۲۰۱۶ و پس از اصلاحات مختلف نیروهای مسلح اوکراین به دلیل شکست در جنگ در دونباس ایجاد شد. گروه‌های نیروهای ویژه اوکراین بر اساس مدل نیروهای واکنش ناتو آموزش دیدند و سازماندهی مجدد آنها با تمرکز فرماندهی نیروهای ویژه در یک شاخه واحد انجام شد. پیش از این، نیروهای ویژه نظامی تحت فرماندهی اداره کل اطلاعات، سرویس اطلاعات نظامی اوکراین فعالیت می‌کردند.